# Autoplastiek
Autoplastiek is het chirurgisch herstellen van een "defect" (zoals een brandwond in de huid) door dit aan te vullen met weefsel dat van elders van het lichaam van de patiënt wordt genomen, in de vorm van een vrij transplantaat, of bijvoorbeeld een gesteelde lap. Vooral bij plastische chirurgie maakt men gebruik van autoplastiek.